# 753 (szám)
A 753 (római számmal: DCCLIII) egy természetes szám, félprím, a 3 és a 251 szorzata.

## A szám a matematikában
A tízes számrendszerbeli 753-as a kettes számrendszerben 1011110001, a nyolcas számrendszerben 1361, a tizenhatos számrendszerben 2F1 alakban írható fel.
A 753 páratlan szám, összetett szám, azon belül félprím, kanonikus alakban a 31 · 2511 szorzattal, normálalakban a 7,53 · 102 szorzattal írható fel. Négy osztója van a természetes számok halmazán, ezek növekvő sorrendben: 1, 3, 251 és 753.
A 753 négyzete 567 009, köbe 426 957 777, négyzetgyöke 27,44085, köbgyöke 9,09770, reciproka 0,0013280. A 753 egység sugarú kör kerülete 4731,23854 egység, területe 1 781 311,309 területegység; a 753 egység sugarú gömb térfogata 1 788 436 554,2 térfogategység.